# Amiant-Körnchenschirmling
Der Amiant-Körnchenschirmling (Cystoderma amianthinum) ist ein Pilz aus der Familie der Squamanitaceae. Es ist ein kleiner, schirmlingsartiger Pilz, mit einem ockergelben bis bräunlichen, feinkörnigem Hut. Die Fruchtkörper erscheinen in der Regel zwischen August und November, bevorzugt in Nadelwäldern. Der Pilz gilt wegen seines dumpf erdigen Geruchs als ungenießbar.

## Merkmale

### Makroskopische Merkmale
Der Hut des Amiant-Körnchenschirmlings ist 2–4 cm breit. Anfangs ist er kegelig, dann gewölbt und schließlich flach ausgebreitet und stumpf gebuckelt. Die Hutoberfläche ist flockig oder fein bis rau körnig, im Alter oft auch radialrunzelig bis faltig. Bei der Forma rugosoreticulata ist der Hut auch stark gerunzelt, er kann aber bei entsprechender Witterung auch ganz verkahlen. Der Hut ist blassgelb bis ockergelb oder gelborange gefärbt. Der Rand ist scharf und bei jungen Fruchtkörpern oft mit Velumresten behangen.
Die Lamellen sind breit oder ausgerandet am Stiel angewachsen und können mit einem Zahn daran herablaufen. Sie stehen kaum gedrängt und sind zunächst weiß und später cremefarben bis hell ockergelblich gefärbt. Das Sporenpulver ist cremefarben.
Der zylindrische Stiel ist 4–6 cm lang und 0,2–0,6 cm breit. Er ist schlank, hohl und ähnlich wie der Hut ockergelb gefärbt und trägt einen aufsteigenden, flockigen und oft undeutlichen Ring. Von der Basis bis zum Ring ist er orangebräunlich und grobschuppig bis körnig, oberhalb des Ringes ist er cremefarben und im Alter bräunlich.
Das Fleisch ist dünn und blass gelblich, in der Stielrinde mehr orangegelb. Es riecht oft unangenehm erdig und ist auch gegart unschmackhaft, aber ungiftig.

### Mikroskopische Merkmale
Die elliptischen Sporen sind 5–6,5 µm lang und 3–3,5(–4) µm breit und sind am Stielchen (Apiculus) nicht eingedellt. Sie sind amyloid, das heißt, sie können mit Jodlösung angefärbt werden. Auf den Lamellen und Lamellenschneiden kommen keine Zystiden vor und auf dem Hut keine Athrosporen. Die Huthautelemente verfärben sich in KOH rostbräunlich. Die Huthauthyphen sind mehr oder weniger aufgeblasen oder fast rundlich und hängen oft kettenartig aneinander.

## Artabgrenzung
Es gibt eine Reihe von sehr ähnlichen Körnchenschirmlingen, die meist nur mithilfe eines Mikroskops sicher bestimmt werden können.
- Sehr ähnlich ist der Langsporige oder Rostgelbe Körnchenschirmling (Cystoderma jasonis, syn. Cystoderma longisporum, Cystoderma amianthinum var. longisporum), der lange Zeit nur für eine Varietät gehalten wurde. Er ist wesentlich seltener und hat 6–9 µm lange Sporen, die am Apikulus eine leichte Eindellung haben und apfelkernartig aussehen. Auf dem mehr roströtlich gefärbtem Hut findet man meist Athrosporen.
- Der sehr seltene Häutigberingte oder Trügerische Körnchenschirmling (Cystoderma fallax) hat einen häutig beringten Stiel. Seine Huthaut verfärbt sich mit KOH grünlich, während sie sich beim Amiant-Körnchenschirmling roströtlich verfärbt.
- Der Rostrote Körnchenschirmling (Cystodermella granulosa, syn. Cystoderma granulosum) und der Zinnoberrote oder Zinnoberbraune Körnchenschirmling sind meist deutlich größer und haben beide inamyloide Sporen. Daher werden sie heute in eine eigene Gattung Cystodermella gestellt. Die beiden unterscheiden sich untereinander dadurch, dass der Rostrote Körnchenschirmling keine Pleurozystiden hat, während man beim Zinnoberroten Körnchenschirmling in allen Teilen des Fruchtkörpers auffallende Zystiden finden kann.[3][6][7]

## Ökologie
Der Körnchenschirmling lebt saprobiontisch, das heißt, er baut totes organisches Material ab. Man findet ihn vorwiegend in Nadelwäldern, besonders in Fichtenforsten und bodensaueren Fichten-Tannenwäldern. Er kommt aber auch in Kiefernforsten und Moorwäldern vor. In Laubwäldern findet man ihn vorwiegend in Buchenwaldgesellschaften und in Hainbuchen-Eichenwäldern. Auch außerhalb des Waldes kann man ihn mitunter auf Halbtrockenrasen, Wacholderheiden oder in Parkanlagen finden.
In fast allen Fällen wächst die Art in der Nadelstreu der Fichte, nur selten findet man ihn unter Kiefern oder Weißtannen oder unter Laubbäumen wie Rotbuchen und Birken. Der Pilz mag sauere Böden, kommt aber auch auf basischen und neutralen Böden vor. Er bevorzugt nährstoff- und stickstoffarme Böden, die sowohl sandig als auch lehmig sein können. Neben Braunerden werden besonders Moorböden besiedelt, aber auch Rendzinen und Ranker.
Die Fruchtkörper erscheinen einzeln oder gruppig und meist erst sehr spät im Jahr. Von Ende August bis in den November hinein findet man die Fruchtkörper am häufigsten. In manchen Jahren kann man sie auch noch im Dezember finden. Der Pilz kommt vom Flachland bis ins höhere Bergland vor, wobei er das Bergland zu bevorzugen scheint.

## Verbreitung
Der Pilz ist nahezu weltweit verbreitet. Er kommt von Südamerika (Südargentinien) bis nach Kanada und Grönland vor. Auch in Nordafrika (Algerien, Marokko), Asien (von Georgien bis Japan und China) und Europa ist er verbreitet. In Europa findet man ihn von Griechenland bis Island und von Spanien bis zur Ukraine und Belarus. In Deutschland und Österreich ist er ohne erkennbare Lücken verbreitet und zählt zu den häufigsten Pilzarten.

## Systematik
Folgende Formen und Varietäten des Amiant-Körnchenschirmlings wurden beschrieben.
| Varietät                                      | Autor                           | Beschreibung |
| --------------------------------------------- | ------------------------------- | --- |
| Cystoderma amianthinum var. rugosoreticulatum | (F. Lorinser) Bon (1999)        | Stark runzelhütige Sippen werden als Form oder Varietät rugosoreticulata bezeichnet. Wasser sieht diese Form sogar als eigenständige Art an. Da solche Exemplare des Öfteren auch zwischen glatthütigen Exemplaren vorkommen, hat dieses Merkmal wohl keine taxonomische Bedeutung. |
| Cystoderma amianthinum f. album               | (Maire) A.H.Sm. & Singer (1945) | Die Form album hat einen weißen Hut und kann leicht mit Cystoderma carcharias f. album verwechselt werden. Dabei handelt es sich um eine weißhütige Form des Starkriechenden Körnchenschirmlings                                                                                    |
| Cystoderma amianthinum f. olivaceum           | Singer (1945)                   | Dies ist eine mehr olivgelbliche bis bräunliche Form. |

## Bedeutung
Der Amiant-Körnchenschirmling wird meist mit Verweis auf den dumpfen, erdigen Geruch als ungenießbar bezeichnet, Der Pilz scheint aber nicht giftig zu sein, weshalb ihn einige Autoren als essbar, wenn auch minderwertig bezeichnen.